# Самосознание
Самосозна́ние — сознание субъектом самого себя в отличие от иного — других субъектов и мира вообще; это сознание человеком своего взаимодействия с объективным миром и миром субъективным (психикой), своих жизненно важных потребностей, мыслей, чувств, мотивов, инстинктов, переживаний, действий. На жизненном пути личности как субъекта культуры и жизни в целом происходит постепенное осознание и освоение диалектической связи сознания и самосознания человека, которое является важным условием выработки и определения стратегии жизни. 

## В психологии
В психологии самосознание понимается как психический феномен, сознание человеком себя в качестве субъекта деятельности, в результате которого представления человека о самом себе складываются в мысленный «образ-Я».
Ребёнок далеко не сразу осознаёт себя как Я; в течение первых лет он сам сплошь и рядом называет себя по имени — как называют его окружающие; он сначала существует для самого себя скорее как объект для других людей, чем как самостоятельный по отношению к ним субъект.
 Рубинштейн С. Л. Основы общей психологии. — М., 1946.
Абульханова-Славская К.А. Стратегия жизни. - М., 1991.
Григорьев С.В. Игра и самосознание культуры. 2-е изд. - М., 2005.
Каган М.С. Философия культуры. СПб., 1996

### Развитие самосознания
Самосознание не изначальная данность, присущая человеку, а продукт развития. Однако зачаток сознания тождественности появляется уже у младенца, когда он начинает различать ощущения, вызванные внешними предметами, и ощущения, вызванные собственным телом, сознание «Я» — примерно с трёх лет, когда ребёнок начинает правильно употреблять личные местоимения. Осознание своих психических качеств и самооценка приобретают наибольшее значение в подростковом и юношеском возрасте. Но поскольку все эти компоненты взаимосвязаны, обогащение одного из них неизбежно видоизменяет всю систему.
Стадии (или этапы) развития самосознания:
- Открытие «Я» происходит в возрасте 1 года.
- К двум — трём годам человек начинает отделять результат своих действий от действий других и чётко сознаёт себя как деятеля.
- К семи годам формируется способность оценивать себя (самооценка).
- Подростковый и юношеский возраст — этап активного самопознания, поиска себя, своего стиля. Завершается период формирования социально-нравственных оценок.

На формирование самосознания влияют:
- Оценки окружающих и статус в группе сверстников.
- Соотношение «Я-реальное» и «Я-идеальное».
- Оценка результатов своей деятельности.

### Компоненты самосознания
Компоненты самосознания по В. С. Мерлину:
- сознание своей тождественности;
- сознание своего собственного «Я» как активного, деятельного начала;
- сознание своих психических свойств и качеств;
- определённая система социально-нравственных самооценок.

Все эти элементы связаны друг с другом функционально и генетически, но формируются они не одновременно.

### Функции самосознания
- Самопознание — получение информации о себе.
- Эмоционально-ценностное отношение к себе.
- Саморегуляция поведения.

### Значение самосознания
- Самосознание способствует достижению внутренней согласованности личности, тождественности самому себе в прошлом, настоящем и будущем.
- Определяет характер и особенности интерпретации приобретённого опыта.
- Служит источником ожиданий относительно себя и своего поведения.
- Является условием становления человека развитой, творческой личностью и субъектом культуры

## В социальных науках
В рамках социальных наук также используют термины «национальное самосознание», «этническое самосознание», «классовое самосознание», обозначающие сознание членами группы наличия данной группы, её особенностей и целей в социальном мире.

## В философии
В философии самосознание есть сознание сознанием самого себя, рефлексия сознания относительно себя. Самосознание одновременно понимается и как акт (деятельность) рефлексии сознанием себя, и как результат этой рефлексии — знание себя. Самосознание выступает условием того, что сознание сохраняет себя во времени — удерживает себя как одно и то же сознание. При этом говорят о единстве самосознания. В свою очередь, единство самосознания является условием всякого единства в мире (см. Кант). В строго философском смысле сознание есть всегда — оно не может ни начаться, ни прекратиться, поскольку в этом значении оно понимается как непосредственно само условие конституирования мира, как сам способ бытия и данности мира. Соответственно этому самосознание понимается как лежащее в основании всякого сознания единство субъекта.